# Distribuția geografică și statutul limbii maghiare
Limba maghiară este vorbită de aproximativ 12,6 milioane de persoane, 9,8 milioane din acestea locuind în Ungaria. Există comunități maghiarofone în toate țările vecine cu Ungaria (România, Slovacia, Serbia, Ucraina, Austria, Croația și Slovenia), și de asemenea importante comunități apărute prin emigrare în Statele Unite, Canada, Israel etc.

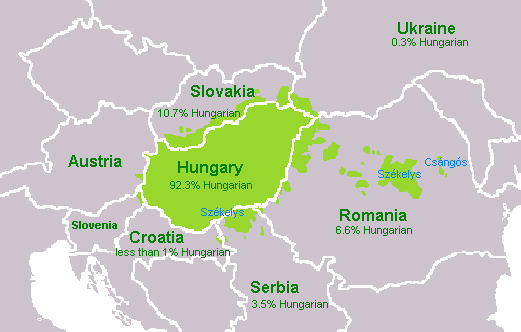
Răspândirea limbii maghiare în Europa Centrală

## Repartiția vorbitorilor de limba maghiară pe țări
| Țară                                                                | Număr de persoane | Statutul persoanelor                                             | An   |
| ------------------------------------------------------------------- | ----------------- | ---------------------------------------------------------------- | ---- |
| Ungaria                                                             | 8.409.049         | cu limba maternă maghiară                                        | 2011 |
| România (în principal în Transilvania, Maramureș, Crișana și Banat) | 1.259.914         | cu limba maternă maghiară                                        | 2011 |
| Slovacia                                                            | 458.467           | de naționalitate maghiară                                        | 2011 |
| Serbia (în principal în Voivodina)                                  | 243.146           | cu limba maternă maghiară                                        | 2011 |
| Ucraina (în principal în Transcarpatia)                             | 161.618           | cu limba maternă maghiară                                        | 2001 |
| Austria                                                             | 25.884            | cetățeni austrieci cu maghiara ca limbă curentă                  | 2001 |
| Austria                                                             | 72.320            | născute în Ungaria                                               | 2017 |
| Statele Unite ale Americii                                          | 86.406            | vorbitoare de limba maghiară în familie                          | 2013 |
| Canada                                                              | 51.500            | cu limba maternă maghiară                                        | 2021 |
| Germania                                                            | 70.730            | cetățeni ai Ungariei înscriși în Registrul central al străinilor | 2011 |
| Israel                                                              | 70.000            | vorbitoare de limba maghiară                                     | 1998 |
| Australia                                                           | 20.881            | vorbitoare de limba maghiară în familie                          | 2011 |
| Suedia                                                              | 7.060             | cetățeni ai Ungariei                                             | 2021 |
| Croația                                                             | 10.231            | cu limba maternă maghiară                                        | 2011 |
| Italia                                                              | 8.288             | cetățeni ai Ungariei                                             | 2017 |
| Slovenia                                                            | 6.243             | de naționalitate maghiară                                        | 2002 |

Mai trăiesc vorbitori de limba maghiară și în Argentina, Belgia, Brazilia, Cehia, Elveția, Finlanda, Franța, Marea Britanie, Olanda, Venezuela și în alte țări.

## Statut oficial

Zone din România (Transilvania) în care limba maghiară poate fi folosită în administrație (în verde).

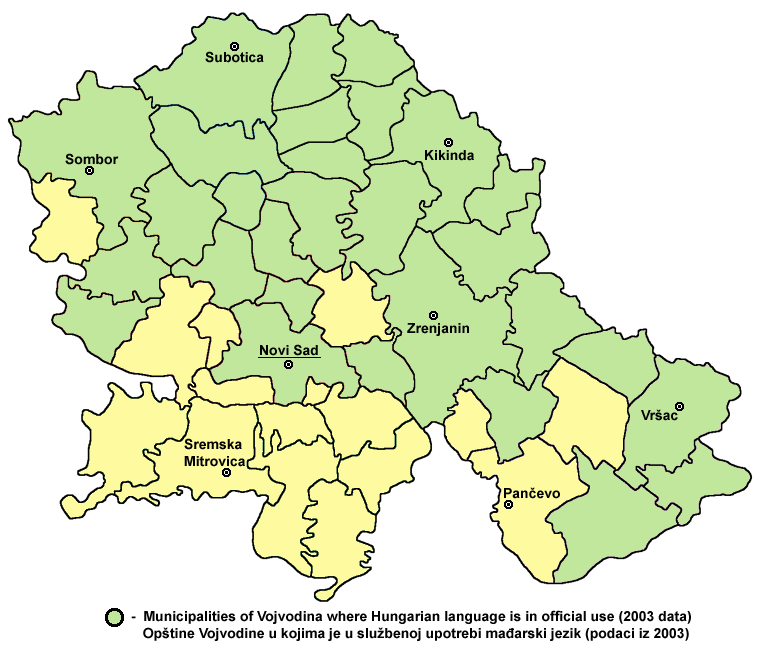
Zone din Voivodina (Serbia) în care limba maghiară este de folosință oficială (în verde).

Maghiara este limba oficială a Ungariei și, prin urmare, una din limbile oficiale ale Uniunii Europene. Este limbă oficială alături de limba slovenă și în Slovenia, în localitățile unde există „comunități naționale” maghiare.
Mai este „limbă de uz oficial” alături de limba sârbă și în Serbia, în localitățile cu cel puțin 15% din locuitori aparținând minorității maghiare. Un document al Secretariatului Provincial pentru Educație, Reglementări, Administrație și Minoritățile Naționale – Comunitățile Naționale din Voivodina precizează care sunt localitățile respective.
Maghiara este limbă minoritară recunoscută în Austria, Croația, România, Slovacia, Slovenia și Ucraina. În România și în Slovacia poate fi folosită în administrația locală, în localitățile cu cel puțin 20% din populație de naționalitate maghiară.